# Fundamentalizem
Fundamentalizem je nazor, ki zahteva popolno privrženost načelom določene ideologije oz. religije. Pojem fundamentalizem najpogosteje povezujemo z verskim fundamentalizmom, ki predstavlja različne politične ideologije in gibanja. Ta poskušajo celotno družbeno in politično življenje uskladiti z doslednim tolmačenjem verskega nauka. 
Čeprav so imela v teku zgodovine številna gibanja karakteristike verskega fundamentalizma, sta se izraz in njegov pomen skovala šele v začetku 20. stoletja. Najpogosteje ga povezujemo z islamom v državah bližnjega vzhoda, v manjši meri protestantizem v ZDA, čeprav bi se posamezni pojavi hinduizma v Indiji, židovstva v Izraelu, pa tudi katolištva oz. pravoslavstva v Evropi in svetu - lahko označili kot verski fundamentalizem. Verski fundamentalizem se pogosto manifestira skozi popolno ali delno zavračanje modernih idej, najsi bodo s področja verske tolerance, sekularizma, odnosa med spoloma ali pa razni dosežki znanosti in tehnologije, ki iz različnih razlogov niso v skladu z določenim verskim naukom, doktrino ali religiozno dogmo. Mnogi obravnavajo verski fundamentalizem kot reakcijo na vrsto družbenih in ekonomskih problemov, katerih sodobne ideologije, kot sta npr. liberalizem in socializem, nista zmogla rešiti. V takih primerih se verski fundamentalizem pogosto združuje z nacionalizmom, fašizmom in rasizmom ter, v nekoliko manjši meri, s konservatizmom.
Fundamentalizem izredne poudarja skupne vrednote in tako poustvarja skupnost, ki komunicira preko vrednot in idej verskega teksta. Pri tem pomen pridobivajo tako duhovniki, sodniki, policisti, učitelji, zdravniki, ki negujejo tako vrednote besedil, ki so lahko izredno raznovrstne tako po pomenu kot uveljavitvi. Fundamentalizem je mnogokrat kritiziran kot neenotna neurejena skupnost izpostavljena mnogim konfliktom. Zaradi močne idejne zaslombe v verstvih in religijah mora fundamentalna skupnost, sekta ali družba biti jasno ločena od državnih funkcij. Vstavljanje verskih elementov v državne funkcije onkraj samih vrednot pomeni resno škodo fundamentalnim vrednotam.

## Verski ekstremizem in fundamentalizem po religijah

### Judovski fundamentalizem
Fundamentalisti so zaznamovani z močnimi prepričanji:
Judje so izbrano ljudstvo, ki se jim je Bog razodel in z njimi sklenil zavezo. Bog je obljubil, da bo Abrahamu in njegovim potomcem dal deželo Kanaan (obljubljena dežela) v večno posest. Razodetje je zapisano v osrednji judovski knjigi Tori.
Vsa tri omenjena verovanja so lahko povod v religijsko upravičevanje nasilja. Šlo naj bi za sveto ljudstvo, ki se od ostalih razlikuje in je zato privilegirano. Obstajata dve vrsti nasilja in konfliktov, ki izhajata iz privilegiranja skupine: nasilje, ki ga izvaja privilegirana skupina za ohranjanje položaja, in nasilje deprivilegiranih skupin, ki se borijo za izboljšanje položaja. Vsakršno zoperstavljanje svetemu ljudstvu pomeni tudi bogoskrunstvo, ki zahteva kaznovanje. Judovski skrajni fundamentalizem je rezultat različnih dejavnikov. Medsebojno se prepletajo vprašanja varnosti, politike in religije.
Judje pri negovanju svojih inštitucij uporabljajo svoja verska prepričanja in tako negujejo tudi neko obliko nacionalizma, kar je še posebej občutljivo pri ohranjanju državne ureditve. V državi, kjer so fundamentalisti manjšina, to lahko pomeni izboljšano organizacijo, tesnejšo skupnost in trdnejšo in bližnjo skupnost. 
Sionizem označuje politično gibanje Judov za krepitev nacionalne zavesti in za samostojno državo Izrael. Gibanje je bilo najbolj aktivno pred drugo svetovno vojno, med njo in po njej Na drugi strani pa imamo haredime, kar po hebrejsko pomeni »tisti, ki se bojijo Boga«. Gre za ultraortodoksno skupino, katere število se vidno povečuje od sedemdesetih let dvajsetega stoletja. Haredimi so pravoverni Judje, ki se natančno držijo 613 zapovedi in prepovedi Mojzesove postave.

### Krščanski fundamentalizem
Največja razlika med muslimanskimi ekstremisti oziroma fundamentalisti in krščanskimi ekstremisti je v priznanjih in naravi podpore, ki jo ekstremisti prejemajo. Krščanski ekstremisti ne dobijo praktično nobene podpore od krščanske ali katere koli druge organizacije v ZDA in po svetu. Čeprav se zdi po eni strani presenetljivo, da so bila celo nekatera teroristična dejanja storjena v imenu krščanske vere, kot je bilo na primer streljanje v judovskem dnevnem centru v Los Angelesu leta 1999, ki ga je izvedel krščanski ekstremist Buford O'Neal Furrow, jr, pa krščanski fundamentalizem ni nič manj nevaren za mednarodni mir in varnost kot druge oblike verskega ekstremizma. Skupine, ki izvajajo ekstremistična dejanja v imenu krščanske vere, so v glavnem povezane z ameriškimi konzervativnimi krščanskimi skupinami. Njihova dejanja so najbolj vidna v terorističnih dejanjih zoper splav (ubijanje zdravnikov, ki izvajajo abortus, in napadi na klinike, kjer se izvajajo), v napadih na homoseksualce in njihove somišljenike, v antisemitizmu in protiislamističnih grožnjah, zlasti po terorističnem napadu ZDA 11. septembra. Christian Identity Movement (v nadaljevanju CIM) je oznaka za gibanje, ki je razširjeno predvsem v ZDA, manjši del odpade tudi na Kanado in Veliko Britanijo. Gibanje, kot ga poznamo danes, se je razvilo iz »britanskega izraelizma« v 19. stoletju. Njihovo število članov je majhno, njihov nazor pa je skrajno konzervativno fundamentalističen. Člani so lahko medsebojno neodvisni, drugi so ohlapno povezani. Pomemben zgodovinski primer krščanskega fundamentalističnega boja je tudi teroristični odpor irskih odpornikov, ki se onkraj oblastnih razmerij ubesedi tudi kot konflikt med protestanti in katoliki.
Krščanski fundamentalizem se prav tako ukvarja s pravicami do izražanja vere, izražanja verskih prepričanj in udejanja verskih resnic, ki jih mora družba tolerirati. Praviloma je fundamentalizem posledica ožje pripadnosti skupnosti, porast takšnih gibanj pa objasnjujejo s porastom različnih oblik čaščenja in odpiranjem zahtevnih javnih demokratičnih razprav o bioetiki, kjer so lahko revnejši kristjani uveljavljali svoja prepričanja.

### Islamski fundamentalizem
Islam je religija, ki je za krščanstvom najbolj razširjena in najmlajša religija. Termin islam pomeni »pokorščina bogu« (Alahu) – beseda izhaja iz arabskega korena salam (mir, blaginja). Razodet je bil Mohamedu prek Korana. Po njegovi smrti so islam širili kalifi (nasledniki), ki so se pogosto bojevali za obrambo islama ali za njegovo širjenje. Islam pozna dve pomembnejše smeri, a pozna tudi oblike skrajno nasilnega udejanjanja vere. Razlika med suniti in šiiti je v nesoglasju glede nasledstva preroka Mohameda in v vodstvu muslimanskim narodom.
Kljub razlikam se smeri v mnogih stvareh strinjajo. Skupno jim je prepričanje, da je Alah samo eden in da je edini bog. Menijo tudi, da je bil Mohamed poslednji prerok. Islam je religija, ki neločljivo združuje vero in politiko, religijo in družbo. Temelji na petih stebrih vere: veroizpoved, obredna molitev, miloščina, post in romanje. Vendar islam izrecno prepoveduje kakršno koli slabo govorjenje ali upodabljanje Alaha, preroka Mohameda in vseh drugih oseb v Koranu ali Stari zavezi. Posledica kršitve pravil, ki je za muslimane hud prekršek, je lahko tudi smrt.
»Koran ni le praktični vodnik za organizacijo življenja posameznika in skupnosti; je operativna družbena znanost, saj tudi sama nastaja v realnem gibanju, ki z delovanjem ljudi omogoča celotnemu človeštvu in konkretnemu človeku vnovično osvojitev njegove avtentične biti. Zgodovina ima smisel, in sicer enega samega. Koran so božja navodila za uresničitev zgodovine«. Koran in Suna obsegata skupek pravil, imenovanih islamsko ali »šeriatsko pravo«. Je Alahova beseda, ki je dana človeku in zato šeriat pomeni muslimanu več kot zakon. Je idealno pravo, življenje z moralnimi načeli islama. Šeriat je tisti, ki dovoljuje dobra in prepoveduje slaba človekova dejanja.
Fundamentalistični pogled na islam tako določa zelo obsežni svetovni nazor, ki vključuje popolno uresničitev šeriatskega prava ter zavračajo zgodovinski razvoj islama. Islamski fundamentalizem je gibanje za »prvotni islam«. Mnogi so vpeljali v teologijo tudi šesti steber vere, džihad, katerega interpretacija pa je mnogokrat postala izrazito vojaška. Njegov cilj je islamizacija celotnega družbenega in političnega sistema ter svetovna islamska država, ki bi temeljila na islamskem šeriatskem pravu in na Koranu, kot najvišjem pravnem aktu. Islamsko versko pravo se imenuje šeriat (šarija), kar pomeni jasna, ravna pot. To pravo daje izčrpne smernice za življenje in za vodenje države. Kazni in odstopanja od takšnega ravnanja pa so stroga in mnogokrat odstopajo od mednarodnega prava. Versko prepričanje zahteva od vernika neko aktivnost pri pridobivanju vernikov, a predvsem krut obračun z neverniki v primeru konflikta v imenu edinega pravega Boga. 

## Fundamentalizem kot sociološki pojem
Fundamentalizem je predvsem idejno politično gibanje ureditve skupnosti, pri čemer se naslanja na tradicionalne ali z vero in razumom prepredene starejše rešitve pri urejanju družbenih vprašanj. Fundamentalizem tako zahteva predvsem globlje in bolj podrobno preučevanje virov, ki jih družba že ceni in imajo v družbi že veljavo. Preučevanje teh virov, njihovo razumevanje in socializacija v fundamentalni skupnosti naj bi rešila težave, ki jih družba naslavlja. Fundamentalizem je kritiziran kot gibanje zaradi zlorab:
1. Trdna ambiciozna oseba z željo po uveljavitvi lahko s poznavanjem verskih in drugih resnic postane bolj uveljavljena in tako manj zavezana tem omejitvam. Manjše kot je gibanje, bolj kot je skupnost manjša, večja je verjetnost zlorab.
2. Slabo izobražene karizmatične osebe, ki se potopijo v bogato znanje lahko postanejo nevarne skupnosti, fanatiki, prepričani v božanstvo svojih prepričanj oziroma svojih vodij
3. Negovanje liberalnih vrednot, sekularizma je lahko izrazito sporno za fundamentalno vero, kjer je sekularnost podlaga, zaradi katere bi sicer vernik zapustil svojo skupnost in tako zapustil tudi vrednote skupnosti.
4. Opuščanje tehnoloških inovacij in fundamentalna prepoved določenih postopkov ovira tehnološki napredek. Fundamentalizem pri dovolj majhnih skupinah ali dovolj močnem družbenem pritisku namreč lahko zahteva moralno prepoved, ki je hkrati družbena in želi za člane, da bi taka prepoved bila celo zakonita. Osebe, ki kršijo takšne zapovedi, so tako prepuščene svoji odgovornosti in so deležne skrbi le ob vnovični vzpostavitvi fundamentalnih prepričanj.

Fundamentalizem je izrazito verska praksa preučevanja starih besedil in njih nenehnega premišljevanja. V veliko verskih skupnosti je preučevanje verskih besedil del odraščanja, ima tudi elemente učenja jezikov, memoriziranja na pamet, učenja obrazcev in obredov. Fundamentalne skupnosti zahteve preučevanja le še zaostrijo, kar zahteva večji napor vernika, da lahko pripada.
Fanatik je pojav fundamentalne družbe, gre za posameznika, ki se osmisli predvsem kot pripadnik verske skupine. Praviloma so fanatiki osebe s slabo samopodobo, nizko izobrazbo, zaničevani tako v bližnji kot širši okolici, velik pomen življenjskega bivanja je posvečen fundamentalnim resnicam. Pojav fanatizma se najlažje zgodi ob osebi, ki verskega znanja ni pridobila prej ob marljivem študiju in delu, pa želi to nadomestiti in se oddaljiti od prejšnjih vedenj.
Fundamentalizem zaostruje mnoge elemente verujočega posameznika, saj skupnost verujočih omeji na bolj in manj delujoče in pomembne člane skupnosti. Osebe s kriminalno preteklostjo potrebujejo vso potrebno nego za nadaljnji razvoj in okrevanje.

Verska vzgoja in poudarjanje vrednot pri vzgoji je praviloma izredno cenjen del tako izobraževanja kot vzgoje otrok. A tovrstna vzgoja nima veliko povezave z napredovanjem znotraj družbe. Fundamentalizem je prepričan v škodljivost kršenja družbenih norm in v družbo, kjer so moralne, družbene in zakonite norme med seboj prepletene. Normativna ureditev je le redko razrahljana, kar pa naleti na odpor pri osebah, ki so odrasle v okolju, kjer je razrahljanost družbenih odnosov prinesla blagostanje. Fundamentalizem sam po sebi vsebuje raznovrstne pravice in dolžnosti, pri katerih nihče ni izjema. Liberalizem se sklicuje na iste pravice in dokazuje izjeme s političnim pritiskom. 